# Arcangela Tarabotti
Arcangela Tarabotti, född 1604, död 1652, var en venetiansk nunna och författare.  

## Biografi
Elena Cassandra Tarabotti var dotter till Stefano Tarabotti och Maria Cadena dei Tolentini. Hon var äldsta dottern av en syskonskara på tio, varav sex döttrar. Hon haltade och ansågs minst sannolik att giftas bort. Vid 13 års ålder placerades hon mot sin vilja i klostret Sant'Anna i Castello av sin familj. 
Hon är känd för sin omfattande brevväxling med flera litterära personer under sin samtid. Bland annat brevväxlade hon med den franska astronomen Ismaël Boulliau under 1660–1662. Hon uttryckte idéer om kvinnors ställning och protesterade mot den påtvingade klostertillvaron, och har beskrivits som en protofeminist.
Under sitt liv publicerade hon sex verk. Hennes mest kända verk, La semplicità ingannata (1654, även känt som Tirannia paterna), publicerades efter hennes död och förbjöds av kyrkan. 